# Prima Categoria Calabria 1962-1963
Il campionato di calcio di Prima Categoria 1962-1963 è stato il V livello del campionato italiano. A carattere regionale, fu il quarto campionato dilettantistico con questo nome dopo la riforma voluta da Zauli del 1958.
Questi sono i gironi organizzati della regione Calabria.

## Girone A

### Squadre partecipanti
| Squadra                    | Città (provincia)        | Stagione precedente |
| -------------------------- | ------------------------ | ------------------- |
| A.C.L.I. Crotone           | Crotone (CZ)             |                     |
| A.C. Audace                | San Marco Argentano (CS) |                     |
| U.S. Borgia                | Borgia (CZ)              |                     |
| Soc. La Sportiva Cariatese | Cariati (CS)             |                     |
| U.S. Castrovillari         | Castrovillari (CS)       |                     |
| A.S. Cremisa               | Cirò Marina (CZ)         |                     |
| C.S. Nuova Rossano         | Rossano (CS)             |                     |
| Olimpia Sala               | Catanzaro (Quart. Sala)  |                     |
| Oppido Crotone             | Crotone (CZ)             |                     |
| U.S. Praia                 | Praia a Mare (CS)        |                     |
| Pro Cosenza                | Cosenza                  |                     |
| S.S. Trebisacce            | Trebisacce (CS)          |                     |

### Classifica
|  | Pos. | Squadra               | Pt  | G   | V   | N  | P   | GF  | GS  | DR  |
|  | ---- | --------------------- | --- | --- | --- | -- | --- | --- | --- | --- |
|  | 1.   | Cremissa              | 37  | 22  | 18  | 1  | 3   | 51  | 15  | +36 |
|  | 2.   | Praia                 | 36  | 22  | 17  | 2  | 3   | 56  | 19  | +37 |
|  | 3.   | La Sportiva Cariatese | 32  | 22  | 14  | 4  | 4   | 44  | 18  | +26 |
|  | 4.   | Castrovillari         | 28  | 22  | 11  | 6  | 5   | 61  | 29  | +32 |
|  | 5.   | Audace                | 21  | 22  | 6   | 9  | 7   | 33  | 41  | -8  |
|  | 6.   | Borgia (-1)           | 20  | 21  | 9   | 3  | 9   | 37  | 33  | +4  |
|  | 7.   | Oppido Crotone        | 18  | 21  | 7   | 4  | 10  | 26  | 45  | -19 |
|  | 8.   | Trebisacce            | 15  | 22  | 7   | 1  | 14  | 27  | 39  | -12 |
|  | 9.   | Olimpia Sala          | 14  | 22  | 5   | 4  | 13  | 21  | 46  | -25 |
|  | 10.  | A.C.L.I. Crotone      | 12  | 21  | 4   | 4  | 13  | 28  | 43  | -15 |
|  | 11.  | Nuova Rossano         | 12  | 19  | 5   | 2  | 12  | 30  | 56  | -26 |
|  | 12.  | Pro Cosenza           | 12  | 22  | 4   | 4  | 14  | 19  | 49  | -30 |
|  |      |                       | 457 | 458 | 107 | 44 | 107 | 433 | 433 | 0   |

Legenda:
      Ammesso allo spareggio promozione.
      Retrocesso in Seconda Categoria.
  Non disputa il campionato successivo.
Regolamento:
Due punti a vittoria, uno a pareggio, zero a sconfitta.
Pari merito in caso di pari punti.
Note:
Borgia ha scontato 1 punto di penalizzazione in classifica per una rinuncia.
Mancano alcuni incontri di recupero non documentati.

## Girone B

### Squadre partecipanti
| Squadra                 | Città (provincia)                       | Stagione precedente |
| ----------------------- | --------------------------------------- | ------------------- |
| U.S. Bovalinese         | Bovalino (RC)                           |                     |
| A.S. Cittanovese        | Cittanova (RC)                          |                     |
| U.S. Gioiese            | Gioia Tauro (RC)                        |                     |
| Juve Chiaravalle        | Chiaravalle Centrale (CZ)               |                     |
| S.S. Juventus Siderno   | Siderno (RC)                            |                     |
| A.S. Libertas Rosarno   | Rosarno (RC)                            |                     |
| S.C. Mamerto            | Oppido Mamertina (RC)                   |                     |
| Oratorio Salesiano Vibo | Vibo Valentia (CZ)                      |                     |
| U.S. Polistena          | Polistena (RC)                          |                     |
| U.S. Pro Pellaro        | Reggio Calabria (Quart. Pellaro)        |                     |
| A.S. Santa Caterina     | Reggio Calabria (Quart. Santa Caterina) |                     |
| A.C. Taurianovese       | Taurianova (RC)                         |                     |
| U.S. Villese            | Villa San Giovanni (RC)                 |                     |

### Classifica
|  | Pos. | Squadra                 | Pt  | G   | V   | N  | P   | GF  | GS  | DR  |
|  | ---- | ----------------------- | --- | --- | --- | -- | --- | --- | --- | --- |
|  | 1.   | Juve Siderno            | 41  | 24  | 19  | 3  | 2   | 84  | 13  | +71 |
|  | 2.   | Pro Pellaro             | 40  | 24  | 19  | 2  | 3   | 75  | 34  | +41 |
|  | 3.   | Taurianovese            | 35  | 24  | 15  | 5  | 4   | 58  | 19  | +39 |
|  | 4.   | Cittanovese             | 26  | 24  | 10  | 6  | 8   | 56  | 35  | +21 |
|  | 4.   | Villese                 | 26  | 23  | 12  | 2  | 9   | 42  | 36  | +6  |
|  | 6.   | Oratorio Salesiano Vibo | 24  | 24  | 10  | 4  | 10  | 35  | 38  | -3  |
|  | 7.   | Santa Caterina          | 23  | 24  | 8   | 7  | 10  | 30  | 27  | +3  |
|  | 7.   | Gioiese                 | 23  | 24  | 8   | 7  | 9   | 28  | 28  | 0   |
|  | 9.   | Polistena               | 20  | 24  | 6   | 8  | 10  | 36  | 41  | -5  |
|  | 10.  | Libertas Rosarno        | 17  | 24  | 5   | 7  | 12  | 44  | 59  | -15 |
|  | 10.  | Mamerto                 | 17  | 24  | 6   | 5  | 13  | 26  | 55  | -29 |
|  | 12.  | Juve Chiaravalle (-2)   | 11  | 24  | 5   | 3  | 16  | 20  | 90  | -70 |
|  | 13.  | Bovalinese              | 5   | 23  | 1   | 3  | 19  | 23  | 82  | -59 |
|  |      |                         | 308 | 310 | 124 | 62 | 124 | 557 | 557 | 0   |

Legenda:
      Ammesso allo spareggio promozione.
      Retrocesso in Seconda Categoria.
Regolamento:
Due punti a vittoria, uno a pareggio, zero a sconfitta.
Pari merito in caso di pari punti.
Note:
Juve Chiaravalle ha scontato 2 punti di penalizzazione in classifica per due rinunce.
Villese e Bovalinese una partita in meno.
Mancano alcuni incontri di recupero non documentati.

## Spareggio promozione
|              | Risultato |          | Luogo e data     |
| ------------ | --------- | -------- | ---------------- |
| Juve Siderno | ? - ?     | Cremissa | ????, ?? ?? 1963 |
|              |           |          |                  |

### Libri
- Annuario F.I.G.C. 1962-1963, Roma (1963) conservato presso:
  - tutti i Comitati Regionali F.I.G.C.-L.N.D.;
  - la Lega Nazionale Professionisti;
  - la Biblioteca Nazionale Centrale di Firenze;
  - la Biblioteca Nazionale Centrale di Roma;

### Giornali
- Archivio della Gazzetta dello Sport, anni 1962 e 1963, consultabile presso le Biblioteche:
  - Biblioteca Nazionale Braidense di Milano;
  - Biblioteca Nazionale Centrale di Firenze;
  - Biblioteca Nazionale Centrale di Roma;
  - Biblioteca Civica Berio di Genova;
  - e presso Emeroteca del C.O.N.I. di Roma (non è online ma è da consultare in sede).